# Le Pardon de Ploërmel
Le Pardon de Ploërmel («El perdón de Ploërmel») es una opéra comique en tres actos con música de Giacomo Meyerbeer y libreto en francés de Jules Barbier y Michel Carré. Se estrenó en la Opéra-Comique de París el 4 de abril de 1859. La ópera ha conocido cierta notoriedad en el extranjero en su adaptación italiana, Dinorah.

## Argumento
La acción se sitúa en Bretaña. Dinorah ha sido abandonada el día de su matrimonio. Ella busca en el campo a su amado Hoël. Llegada a la cabaña de Corentin, ella descansa. Hoël aparece, pero Dinorah, en su delirio, no lo reconoce. Corentin escucha la historia de Hoël: una tormenta destruyó su casa en el día de su boda. Entonces decidió partir en busca de un tesoro en lugar de condenar a su novia a vivir en la pobreza. Corentin y Hoel van al descubrimiento del presunto tesoro. Lo encuentran, pero ninguno de ellos accede a robar porque los espíritus lo conservan. Dinorah sobrevive. Hoel, creyendo que es una aparición, la agarra con sus piernas el cuello. Corentin pide a Dinorah que coja el tesoro. Ella se desmaya. Hoel regresa y la toma en sus brazos. Dinorah se despierta: ella ha olvidado el pasado reciente (el abandono de Hoel, el año pasado en su búsqueda). Hoel confirma que no ha pasado nada. Van los dos a la iglesia de Ploërmel a casarse.

## Arias
- Ombre légère (soprano de coloratura). Este aria es una de las más bellas y temibles del repertorio de música francesa. Natalie Dessay y Mado Robin han destacado en ella así como Joan Sutherland y Edita Gruberova. Algunos mencionan que ésta aria fue con la que Maria Callas aprendió a dominar la coloratura.